# Yngve Lundh
Axel Yngve Ambrosius Lundh (5 de abril de 1924 – 10 de março de 2017) foi um ciclista sueco de ciclismo de estrada. Competiu representando seu país, Suécia, nos Jogos Olímpicos de Verão de 1952 em Helsinque, onde fez parte da equipe sueca que terminou em quarto lugar no contrarrelógio por equipes.